# Oasi del Faium

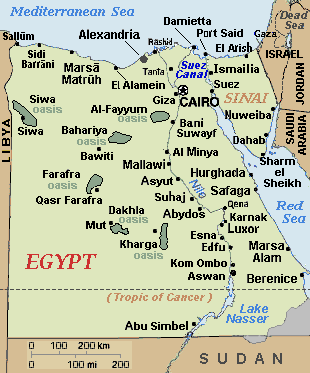
Principals oasis d'Egipte, amb el del Faium cap al nord.

L'oasi del Faium (àrab: منخفض الفيوم, munẖafiḍ al-Fayyūm, literalment ‘depressió d'al-Fayyum’) és una regió d'Egipte en la governació del Faium, que inclou la ciutat del Faium (Faium) i el seu entorn, incloent-hi el llac Meris. El nom d'oasi no és exacte, car les seves aigües derivaven del Nil.
El llac, a pocs quilòmetres, es diu ara Birket Qarun, però antigament era el llac Faium. En aquest llac, el faraó Amenemhet III hi va fer importants obres, però en anar baixant el nivell es van haver de tornar a fer en l'època ptolemaica. Tota la regió o comarca a l'entorn d'aquest llac, avui en bona part sec, era l'oasi del Faium, i ha esdevingut a finals del segle xx un lloc principal per les excavacions arqueològiques, ja que a la zona hi ha temples, piràmides, esglésies cristianes i musulmanes, restes gregues i romanes; s'han fet moltes troballes de la cultura de Maadi, i dels períodes Naqada II (que va substituir l'anterior) i Naqada III.
La regió del Faium, a part del seu patrimoni faraònic, destaca pels seus monestirs coptes, els més importants dels quals són:
- Monestir de l'arcàngel Gabriel
- Monestir de Sant Samuel o Al-Qalamun
- Monestir de la Verge Maria (o Anba Ishaq, és a dir, Pare Isaac, Deir Abu Isaac)
- Monestir de Deir al-Azab
- Monestir de la Coloma (Deir al-Haman o Hamman).

Vegeu també les entrades per altres llocs de la regió:
- Cocodrilòpolis
- Kom Aushim o Karanis
- Dimai
  - Soknopaiou Nesos
  - Qasr al-Sagha
- Qasr Qarun
  - Temple de Dionysias
- Abgig
  - Obelisc de Senusret I
- Medinet Madi o Narmouthis
  - Temple de Renenutet
- Tell Umm al-Breigat o Tebtunis
- Seila
- Batn I Hrit o Theadelphia
- Hawara
  - Piràmide d'Amenemhet III
  - Laberint d'Egipte
- Byahma o Biahmu
- Lahun (antic Kahun)
  - Piràmide de Lahun